# Alfred Colle
Alfred Colle est un homme politique français né le 29 juin 1847 à Luxeuil-les-Bains (Haute-Saône) et décédé le 7 novembre 1932 à Luxeuil-les-Bains.

## Biographie
Propriétaire d'une filature de coton à La Corveraine près de Luxeuil, il est conseiller municipal de Luxeuil 1888 à 1896, et député de la Haute-Saône de 1898 à 1902, inscrit au groupe des Républicains progressistes. Il est battu lors des élections de 1902.

## Sources
- « Alfred Colle », dans le Dictionnaire des parlementaires français (1889-1940), sous la direction de Jean Jolly, PUF, 1960 [détail de l’édition]